# Divize A 2008/2009
V soubojích 44. ročníku České divize A 2008/2009 se utkalo 16 týmů dvoukolovým systémem podzim – jaro. Tento ročník začal v srpnu 2008 a skončil v červnu 2009.

## Kluby podle přeborů
- Pražský (4): FK Loko Vltavín, SK Motorlet Praha, FK Admira Praha, FK Meteor Praha VIII
- Jihočeský (4): FK Tatran Prachatice, SK Strakonice 1908, TJ Jiskra Třeboň, FC ZVVZ Milevsko
- Plzeňský (4): TJ Jiskra Domažlice, FK Tachov, TJ Klatovy, SK Slavia Vejprnice
- Středočeský (4): SK Benešov, SK Marila Votice, FK Hořovicko, FK Příbram „B“

## Výsledná tabulka
| Poř. | Tým                      | Z  | V  | R  | P  | VG | OG | B  |
| ---- | ------------------------ | -- | -- | -- | -- | -- | -- | -- |
| 1.   | FK Loko Vltavín          | 30 | 20 | 5  | 5  | 59 | 23 | 65 |
| 2.   | SK Motorlet Praha        | 30 | 15 | 10 | 5  | 56 | 22 | 55 |
| 3.   | FK Tatran Prachatice     | 30 | 15 | 6  | 9  | 60 | 37 | 51 |
| 4.   | FK Admira Praha          | 30 | 13 | 9  | 8  | 57 | 48 | 48 |
| 5.   | SK Strakonice 1908       | 30 | 14 | 5  | 11 | 55 | 46 | 47 |
| 6.   | TJ Jiskra Domažlice      | 30 | 14 | 4  | 12 | 52 | 49 | 46 |
| 7.   | SK Benešov (N)           | 30 | 13 | 6  | 11 | 66 | 59 | 45 |
| 8.   | SK Marila Votice         | 30 | 13 | 5  | 12 | 47 | 49 | 44 |
| 9.   | TJ Jiskra Třeboň         | 30 | 11 | 10 | 9  | 45 | 34 | 43 |
| 10.  | FK Hořovicko             | 30 | 12 | 7  | 11 | 39 | 40 | 43 |
| 11.  | FK Tachov (N)            | 30 | 13 | 3  | 14 | 52 | 53 | 42 |
| 12.  | FK Meteor Praha VIII (N) | 30 | 12 | 5  | 13 | 51 | 48 | 41 |
| 13.  | FK Příbram „B“ (S)       | 30 | 11 | 8  | 11 | 45 | 47 | 41 |
| 14.  | FC ZVVZ Milevsko (N)     | 30 | 9  | 8  | 13 | 34 | 43 | 35 |
| 15.  | TJ Klatovy               | 30 | 5  | 2  | 23 | 25 | 97 | 17 |
| 16.  | SK Slavia Vejprnice      | 30 | 3  | 1  | 26 | 22 | 70 | 10 |

Poznámky:
- Z = Odehrané zápasy; V = Vítězství; R = Remízy; P = Prohry; VG = Vstřelené góly; OG = Obdržené góly; B = Body; (S) = Mužstvo sestoupivší z vyšší soutěže; (N) = Mužstvo postoupivší z nižší soutěže (nováček)
- O pořadí klubů se stejným počtem bodů rozhodly vzájemné zápasy.

|  | Postup do ČFL 2009/2010                           |
|  | Sestup do příslušného krajského přeboru 2009/2010 |